# 哈尔滨太平国际机场
哈尔滨太平国际机场（原名哈尔滨阎家岗机场，简称太平机场），是位于中国黑龙江省哈尔滨市的主要民用机场，是中国大陆国内干线机场和国家一类航空口岸。是中国十二大干线机场之一，定位为中国东北地区面向东北亚的国际航空枢纽机场。
2024年全年，太平机场旅客吞吐量为2379.8万人次，居东北地区第1位，中国大陆第23位。

## 历史沿革

### 马家沟机场
1922年，哈尔滨赛马股份公司将位于今南岗区与香坊区之间的一片占地560公顷的草地辟为跑马场。1931年九一八事变后，日本关东军将其改建为军用机场，这是哈尔滨历史上的第一座机场——马家沟机场。1932年6月16日开始扩建，面积由原来的50万平方米增至70万平方米，修建了一条混凝土跑道，长800米，宽100米，机场隶属于“满洲航空株式会社”（满航）管理，用于运送日伪军政要员和军用物资。同年11月2日，满航在哈尔滨马家沟机场开设营业支所，经营大连－奉天－新京－哈尔滨－齐齐哈尔、新京－牡丹江－哈尔滨、哈尔滨－黑河、哈尔滨－富锦4条航线。
1950年，中国人民解放军将哈尔滨马家沟机场辟为空军机场，并将原跑道改建为滑行道和停机坪，另重新开辟两条“人”字型土质跑道，两条民用航空跑道各长1400米，宽100米。同年3月，中国与苏联两国合资创办中苏民用航空股份公司（中苏民航），7月1日，中苏民航在哈尔滨马家沟机场建立了哈尔滨航空站，驻25人，其中苏联派员7人，隶属于中苏航空沈阳航线管理处。至此，马家沟机场成为军民合用机场。民航开航后，另修混凝土客机坪和草地停机坪各1处，混凝土客机坪可停放里-2型或伊尔-14型飞机3架；草地停机坪可停放运-5型飞机24架。整个机场属砂质粘土性土壤。机场主跑道东端设有远、近归航台，近台装设的指点标有效距离50公里，远台装设的指点标有效距离150公里；机场导航台有效距离150公里；固定指挥塔台有效距离80公里；跑道起机线设有活动塔台指挥车，有效距离50公里；机场指挥用陆空话台有效距离500公里。同时，机场还备有活动马灯和探照灯车，供特殊情况下夜航飞机临时起降使用。马家沟机场于1950年7月1日开通了第一条国际航线：北京－哈尔滨－赤塔，使用里-2型客机执飞，全程2,387公里，每周1班。
1955年1月1日，中华人民共和国政府接管中苏民航后，哈尔滨航空站改隶属于中国民航北京管理处。同日，开通了哈尔滨－北京的国内航线，航程1,137公里，使用伊尔-14型客机执飞，每周两班。但是由于马家沟机场地处哈尔滨市区中心，净空条件极差，飞行安全无法保证，不能再适应民航飞机飞行。1956年4月，国务院批准哈尔滨民航机场选址新建，然而限于当时国民经济、国内政治等诸多原因，长期未能实现机场搬迁。1958年10月1日，马家沟机场开通了首条省内航线：哈尔滨－齐齐哈尔，航程260公里，使用国产安-2型民航客机执飞，这也是马家沟机场首次起降国产民航客机。1968年，机场综合楼建成，其中候机室200平方米，设有贵宾室、广播室、小卖部等设施，服务员4人。直至阎家岗机场建成后，马家沟机场最终于1979年6月15日正式关闭。

### 阎家岗机场
1956年，国务院决定对民航哈尔滨机场重新选址搬迁。
1959年4月，经过多方协商，省、市人民委员会决定在哈尔滨市西南郊25公里处的正红旗二屯和万家窝棚一带新建民航机场，后因全国紧缩基本建设战线而停止。
1964年，经沈阳空军同意，确定民航机场在双榆树空军机场的基础上进行扩建，1966年因“文化大革命”冲击而停止。
1973年2月，黑龙江省、哈尔滨市、民航黑龙江省局有关领导会同专业人员一起察看了哈尔滨市西南郊阎家岗农场南草甸子，认为条件很好，可以修建民航机场。同年6月，民航总局派技术人员对所选场址进行勘察后，写出哈尔滨新建民航机场修建方案并上报国务院。同年11月25日，国务院、中央军委批准民航哈尔滨新建机场方案，并决定按国内一级机场标准进行修建。
1974年春季，在对机场主跑道的勘测中发现，草甸子地下是古代运粮河故道，土质极差，淤泥深度平均在19米以上。在此建机场，不但造价高、难度大，而且质量无保证。后经民航总局、民航沈阳管理局、沈阳空军、哈尔滨建工学院、省林业设计院等有关部门的领导和专家实地考察研究，最后决定将原设计的机场主跑道位置向北移5公里，避开古河道淤泥区，改在太平公社高家、董家、林家三个生产队的耕地上修建主跑道。同年7月31日，国家计委以计军字（359）文，批准新建民航哈尔滨阎家岗机场工程项目，列为国家1974年重点建设工程，并定名为“7404”建设工程。
黑龙江省人民政府于1975年5月9日成立黑龙江省“7404”工程领导小组，由黑龙江省建委主任陈雷任组长，并成立黑龙江省“7404”工程指挥部，由黑龙江省建委边敬任总指挥，由民航沈阳管理局的孙纯忠、戚宣芝、李万海、韩保楹和哈尔滨市人民政府的张善玺5人任副总指挥。“7404”工程指挥部下设工程、材运、计划财务、供应等7个处室。同年10月破土动工，1978年11月，跑道主体工程全部竣工，1979年4月1日阎家岗机场投入试运营，占地面积6,829亩，建筑面积5.2万平方米，其中候机楼7,938平方米，设有候机大厅、旅客餐厅、通讯联络、指挥塔台等设施。12月27日正式通过验收，机场总投资额9,724.1万元人民币。
1997年，投资12.03亿元的哈尔滨阎家岗机场T1航站楼竣工投用。
1998年7月，阎家岗机场正式更名为“哈尔滨太平国际机场”。

### 太平機場擴建
T2航站楼扩建工程
哈尔滨太平机场扩建主体工程于2014年10月31日开工，2018年4月30日投入使用。按满足目标年2020年旅客吞吐量1800万人次、货邮吞吐量17.5万吨、年起降14.1万架次的使用需求设计，总投资46.19亿元。
主要建设项目包括：
- 新建T2航站楼16万平方米，原有的6.6万平方米航站楼将扩建到10万平方米以上 , 新建机位45个[7]。
- 跑道及平行滑行道由3200米向南延长至3600米，并将装上二类盲降系统，主方向降落的飞机都能实现二类盲降。
- 在跑道和滑行道之间增加快速出口滑行道及垂直联络道。
- 同时相应扩建航站楼前站坪和停车场，新建或扩建相关生产辅助设施和后勤设施，对航站楼内的公用配套设施进行扩建等。

扩建后，哈尔滨机场可满足年旅客吞吐量1800万人次，货邮吞吐量17.5万吨的需要，年起降14.1万架次的使用需求。哈尔滨机场综合保障能力将得到较大提高。
T1航站楼改造工程
2023年8月7日，哈尔滨机场T1航站楼国内区域正式启用，机场增加6个近机位廊桥和8个远机位登机口；而國際部分预计年底投入使用。全部改造完成、整体投入使用后，哈尔滨机场航站楼总面积將达到23万平方米。
机场二期扩建工程
哈尔滨机场2018年开始计划进行二期扩建。预计到2025年，哈尔滨机场旅客吞吐量将达到4200万人次，货邮吞吐量40万吨，国际及地区航线通航城市80个左右；到2035年，旅客吞吐量将达到8000万人次，货邮吞吐量120万吨，国际及地区航线通航城市110个左右。

## 基础设施
目前機場飛行區等級爲4E級。擁有两條水泥跑道，第一条跑道方向是049/229，全長3600米，機場海拔139米。
第二条跑道于2025年1月23日启用，东二跑道位于一跑道东侧760米处新建长3600米、宽45米。
- 本场VOR: 112.5 HRB  N45°37.4'   E126°15.6'
- ILS RWY 05  110.3 ILL  ILS RWY 23  109.9 IMJ

機場內亦設有飛機維修工場，由中龙欧飞飞机维修工程營運，同時用作飛機拆解線之用。

### 空中交通服务通信设施通信频率
D-ATIS：127.4MHz
塔台管制：118.7MHz
地面管制：121.85MHz
机坪管制：121.625MHz
放行频率：121.725MHz

## 统计数据
1983年機場旅客吞吐量仅为7万人次，1993年首次突破100万，2003年突破200万，2009年突破600万，2013年突破1000万，预计2018年突破2000万。目前，机场国内航线基本覆盖国内省会城市，并拓展至二三线城市，尤其是支线航线已通达省内及蒙东北地区20个机场；国际航线通达俄罗斯、日本、韩国、泰国、新加坡等国家，已经初步形成了以哈尔滨为中心，辐射国内重要城市，连接周边国家的空中交通网络。2016年，哈尔滨机场旅客吞吐量跃居东北四大机场首位，全年共完成旅客吞吐量1627万人次，实现运输飞行起降12.1万架次，同比分别增长15.8%、12.9%。2017年，哈尔滨机场共完成旅客吞吐量1881万人次，实现运输飞行起降13.6万架次，同比分别增长15.6%、12.0%。旅客吞吐量继续保持东北四大机场首位。2020年，受全球疫情影响，哈尔滨机场共完成旅客吞吐量1350.87万人次,完成货邮吞吐量11.21万吨，实现运输飞行起降10.84万架次，同比分别下降-35%、-17.6%、-26.6%。
请参阅源Wikidata查询.

## 过境免签
哈尔滨太平国际机场从2015年8月1日起对持有有效国际旅行证件和72小时内确定日期、座位前往第三国（地区）联程机票的国家的人员实行72小时过境免签政策，免签期间活动范围限于哈尔滨市行政区域内。2024年12月17日起，随国家移民管理局统一政策调整，延长过境免签时限为240小时。

## 航空公司與目的地

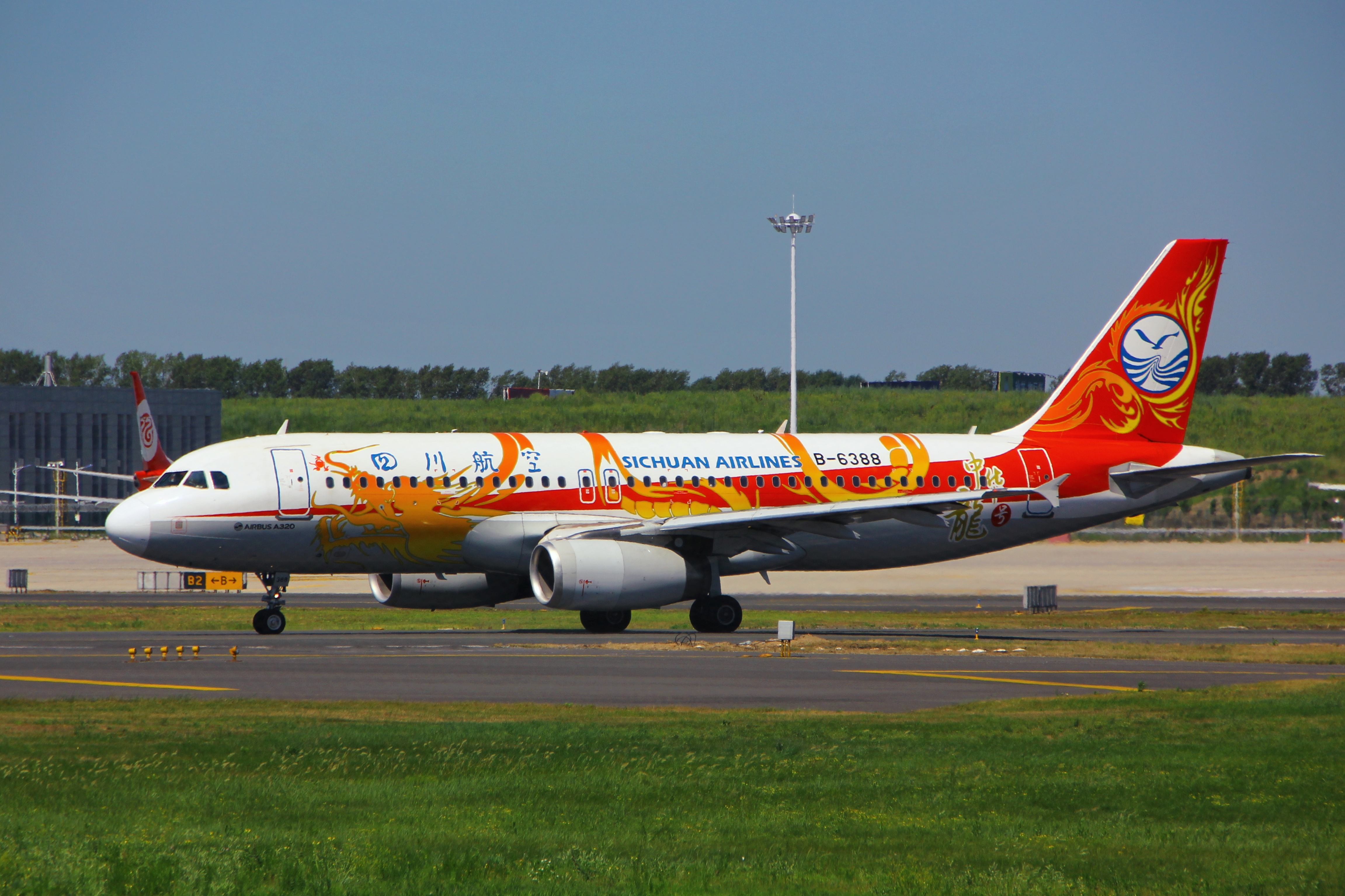
四川航空空客A320在哈尔滨太平机场进场

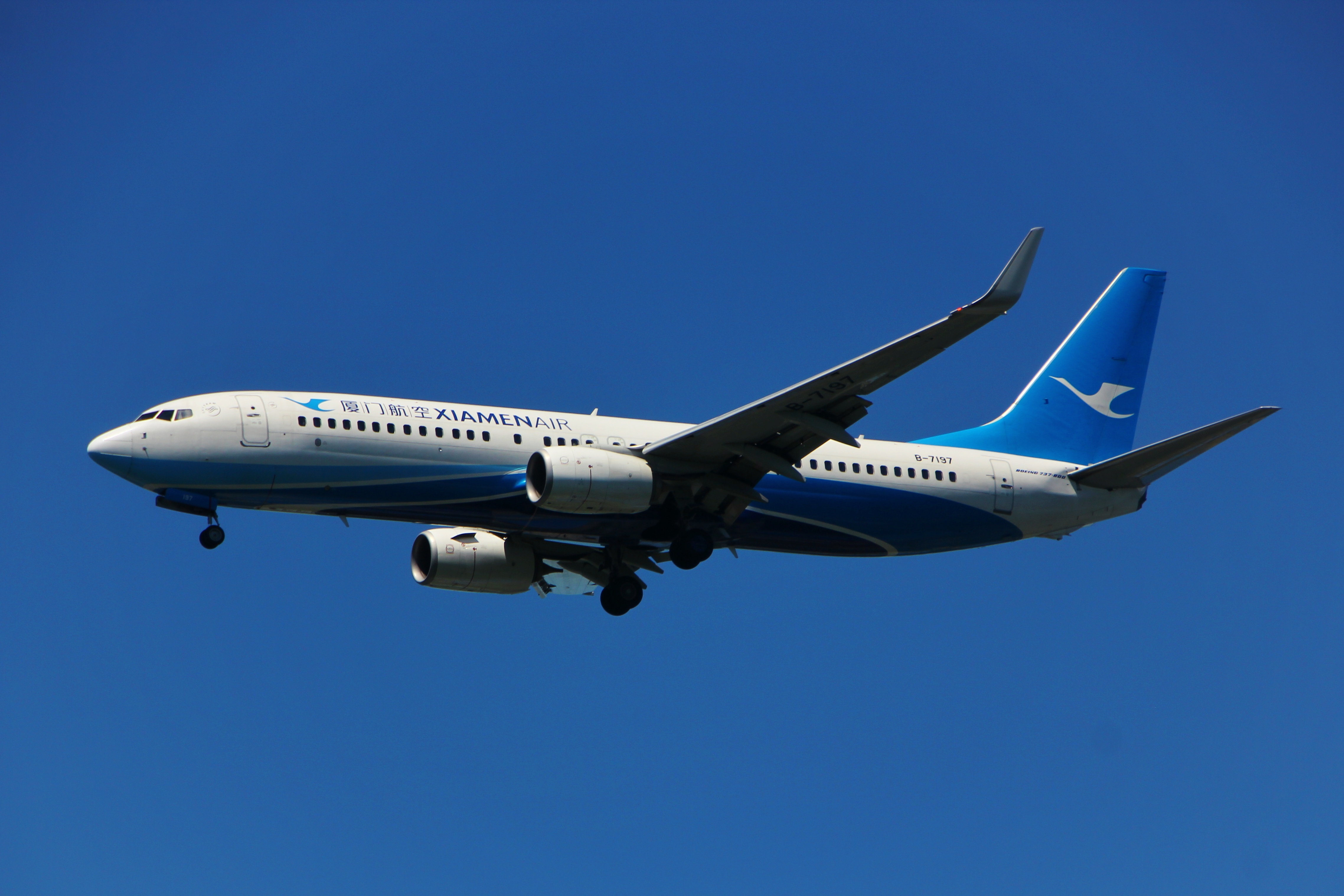
厦门航空波音737-800在哈尔滨太平机场进场

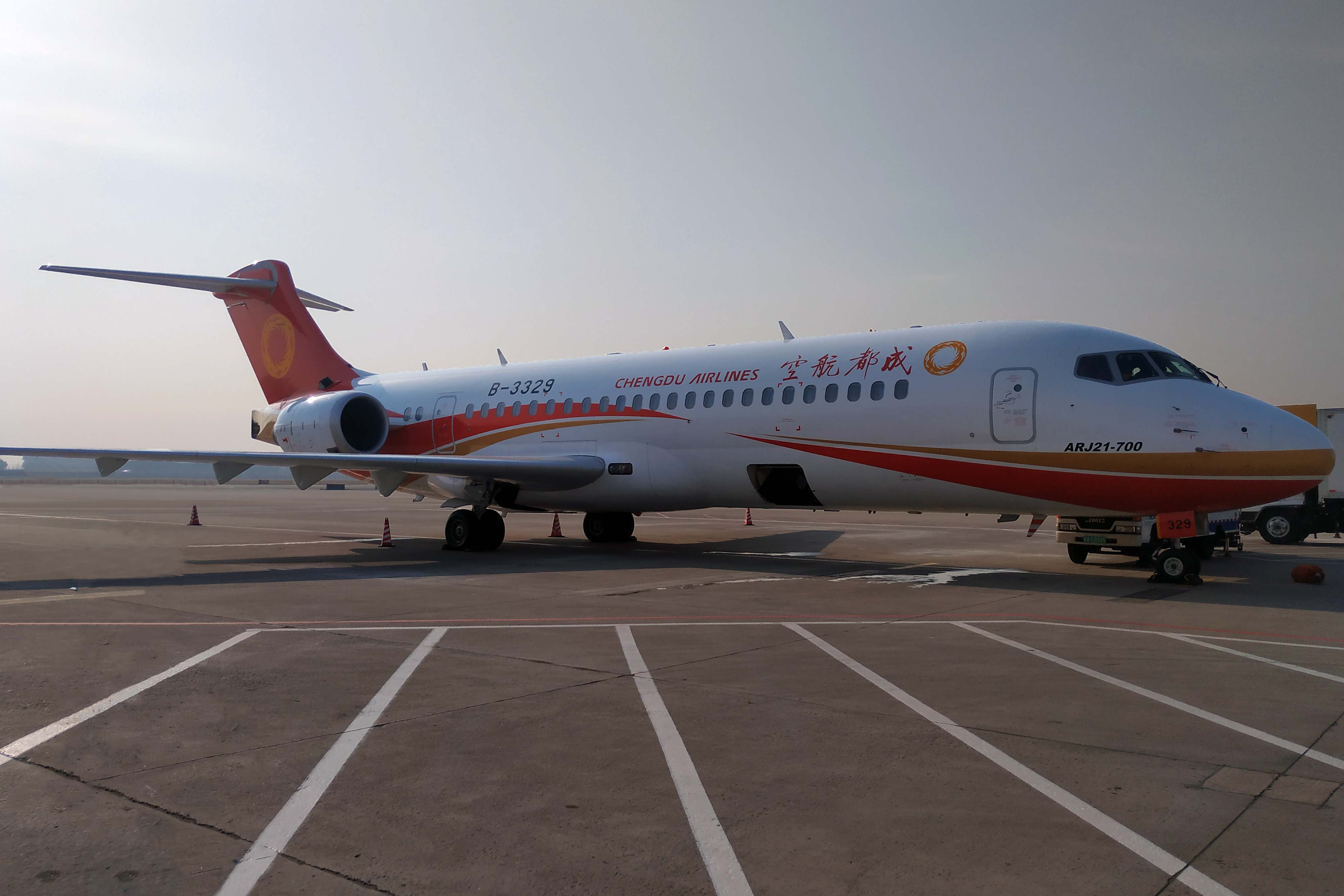
成都航空ARJ21-700在哈尔滨太平国际机场

### 境內航線
| 航空公司           | 目的地 |
| ------------------ | --- |
| 四川航空（3U）     | 天津、太原、濟南、煙台、鄭州、上海/浦东、杭州、溫州、南京、徐州、武漢、南寧、桂林、海口、蘭州、成都/雙流、成都/天府、重慶、貴陽、昆明、西雙版納、威海、黎平、宜春、西昌、宜宾、北海 |
| 中國南方航空（CZ） | 北京/大興、青島、濟南、日照、鄭州、黑河、上海/浦東、杭州、南京、武漢、長沙、廣州、珠海、南寧、海口、三亞、西安、烏魯木齊、成都/天府、重慶、貴陽、昆明、深圳、漠河                   |
| 中國東方航空（MU） | 北京/大興、青島、濟南、煙台、威海、鄂爾多斯、黑河、大興安嶺、上海/浦東、上海/虹橋、南京、無錫、合肥、寧波、福州、長沙、南昌、珠海、西安、成都/天府、昆明、太原、蘭州、銀川          |
| 深圳航空（ZH）     | 運城、煙台、臨沂、南通、常州、揚州/泰州、寧波、溫州、廈門、南昌、深圳、海口、三亞、廣州、南京、成都/天府、貴陽、昆明、長沙                                                          |
| 廈門航空（MF）     | 天津、濟南、杭州、南京、鹽城、連雲港、福州、廈門、泉州、長沙、深圳、柳州、海口、洛陽、青島、南通                                                                                    |
| 海南航空（HU）     | 北京/首都、鄭州、杭州、廈門、武漢、廣州、深圳、海口、三亞、西安、天津、南寧、南昌、珠海、桂林、南京                                                                                 |
| 龍江航空（LT）     | 天津、合肥、深圳、珠海、銀川、重慶、呼和浩特、常州、貴陽、南寧、北海、太原、桂林、鄂爾多斯、临汾、海口                                                                              |
| 長龍航空（GJ）     | 濟南、杭州、徐州、襄陽、深圳、珠海、海口、西安、威海、三亞、邯鄲、菏泽、潍坊 |
| 成都航空（EU）     | 黑河、五大連池、撫遠、大興安嶺、成都/天府、乌兰浩特、石家莊、漠河、佳木斯、合肥、伊春、牡丹江、大庆                                                                                 |
| 福州航空（FU）     | 太原、青島、呼和浩特、舟山、福州、三亞、台州、鄭州、海口、吉安、廈門、邢台 |
| 中國國際航空（CA） | 北京/首都、北京/大興、天津、東營、威海、撫遠、建三江、上海/浦东、杭州、成都/天府、重慶                                                                                              |
| 春秋航空（9C）     | 石家莊、上海浦東、淮安、南昌、深圳、揭陽、漠河、寧波、揚州/泰州、呼和浩特、蘭州 |
| 首都航空（JD）     | 石家莊、濟南、杭州、鸡西、阜阳、三亞、安阳、海口、深圳 |
| 吉祥航空（HO）     | 青島、上海/浦東、南京、無錫、惠州、成都/天府、深圳、丽江 |
| 青島航空（QW）     | 青島、煙台、威海、海拉爾、福州、宁波、温州 |
| 山東航空（SC）     | 青島、濟南、南寧、重慶、廈門、成都/天府 |
| 華夏航空（G5）     | 包頭、西安、锡林浩特、榆林、赤峰 |
| 蘇南瑞麗航空（DR） | 唐山、大同、南陽、成都/天府、昆明 |
| 九元航空（AQ）     | 忻州、南京、廣州、貴陽、朔州 |
| 祥鵬航空（8L）     | 石家莊、昆明、赣州、成都/天府、盐城 |
| 幸福航空（JR）     | 煙台、長沙、北海、西安 |
| 上海航空（FM）     | 煙台、鄭州、上海/浦東、溫州 |
| 江西航空（RY）     | 洛陽、南昌、鄭州、太原 |
| 桂林航空（GT）     | 濟寧、忻州、桂林 |
| 天津航空（GS）     | 天津、呼和浩特、西安 |
| 北部湾航空（GX）   | 天津、南寧、呼和浩特 |
| 西部航空（PN）     | 青島、重慶 |
| 西藏航空（TV）     | 太原、成都/雙流 |
| 奧凱航空（BK）     | 天津、廣州 |
| 昆明航空（KY）     | 成都/天府、昆明 |
| 長安航空（9H）     | 西安、長沙 |
| 大新華航空（CN）   | 北京/首都、武漢 |
| 東海航空（DZ）     | 深圳、海拉尔 |
| 重庆航空（OQ）     | 青島、重慶 |
| 金鵬航空（Y8）     | 上海/浦東 |
| 湖南航空（A6）     | 無錫 |

### 港澳台/國際航線
| 航空公司           | 目的地                                                           |
| ------------------ | ---------------------------------------------------------------- |
| 中國南方航空（CZ） | 港澳台：香港 國際：海參崴、東京/成田、大阪/關西、新潟、首爾/仁川 |
| 成都航空（EU）     | 海参崴                                                           |
| 大灣區航空（HB）   | 香港（包機）                                                     |
| 罗西亚航空（FV）   | 海參崴、克拉斯諾亞爾斯克                                         |
| 阿芙羅拉航空（HZ） | 海參崴、伯力                                                     |
| 伊尔航空（IO）     | 伊爾庫茨克、海兰泡                                               |
| 俄羅斯航空（SU）   | 谢列梅捷沃                                                       |
| 烏拉爾航空（U6）   | 葉卡捷琳堡                                                       |
| 雅庫特航空（R3）   | 雅庫次克/奧雲斯基                                                |
| 韓亞航空（OZ）     | 首爾/仁川                                                        |
| 濟州航空（7C）     | 首爾/仁川                                                        |
| 春秋航空日本（IJ） | 東京/成田                                                        |

### 停办航线
| 航空公司     | 目的地                           |
| ------------ | -------------------------------- |
| 中國南方航空 | 台北/桃園、名古屋/中部           |
| 吉祥航空     | 大阪/關西                        |
| 廈門航空     | 雅加達、新加坡                   |
| 長榮航空     | 台北/桃園                        |
| 易斯達航空   | 首爾/仁川                        |
| 烏拉爾航空   | 莫斯科/多莫杰多沃、曼谷/素万那普 |
| 羅西亞航空   | 伊爾庫茨克、海參崴、伯力         |
| 俄罗斯航空   | 伊爾庫茨克、克拉斯諾亞爾斯克     |
| 匈奴航空     | 乌兰巴托                         |
| 越南航空     | 芽庄                             |
| 越南航空     | 芽庄                             |
| 酷航         | 新加坡                           |

| 哈爾濱太平國際機場通航城市 |
| --- |
| 太平國際機場北京/首都北京/大興天津石家莊唐山邯鄲邢台太原運城忻州大同临汾朔州臨沂青島濟南煙台威海日照菏澤東營濟寧潍坊鄭州南陽洛陽安陽呼和浩特海拉爾鄂爾多斯包頭赤峰烏蘭浩特锡林浩特佳木斯伊春牡丹江大庆黑河雞西大興安嶺撫遠建三江五大連池漠河上海/虹橋上海/浦東杭州寧波溫州舟山南京揚州/泰州徐州常州無錫鹽城連雲港南通淮安福州廈門泉州武漢襄陽合肥阜阳長沙南昌贛州宜春吉安廣州深圳珠海揭陽惠州南寧桂林柳州北海海口三亞西安榆林銀川蘭州烏魯木齊成都/雙流成都/天府西昌宜宾重慶貴陽黎平昆明西雙版納麗江昭通香港台北/桃园東京/成田大阪/關西新潟首爾/仁川济州符拉迪沃斯托克哈巴羅夫斯克克拉斯諾亞爾斯克伊爾庫茨克布拉戈維申斯克葉卡捷琳堡谢列梅捷沃雅庫茨克class=notpageimage\| 哈爾濱太平國際機場航線 · |

## 机场交通

### 机场巴士
机场巴士在到达厅出口右侧，票价20元；候车点为机场候机楼到达口门外，线路包括：

#### 机场巴士1号线
- 往市区途经：太平机场→哈尔滨西站→埃德蒙顿路→康安路(武警医院)→通达街→安发桥(新阳路与安红街交叉口)→哈尔滨站(月牙街)→民航大厦
- 往机场途经：民航大厦（中山路99号）→埃德蒙顿路(埃德蒙顿路75号)→太平机场
- 运营时间：往市区：7:30至航班结束，以航班架次发车；往机场：05:00–20:00（晚21：00发最后一班车）。[12]

#### 机场巴士2号线
- 途经：太平机场–二手车市场(往机场方向单向途经)–齿轮路（机场路7号风行车行门口）–哈西客站–服装城–学府宾馆–和兴商厦–乐松广场–锅炉厂（锅炉厂正门天桥下，三大动力路309号）–哈慈集团（近乡街61号）–通乡商店（通乡商店过街天桥下，红旗大街40号）–农垦大厦–天洋宾馆–会展中心（红旗大街华旗饭店门前）
- 营运时间：往市区：9:00–00:30，40分钟一班；往机场：5:00–20:00，30分钟一班

#### 机场巴士3号线
- 往机场途经：哈东站→太平桥（商委斜对面，红旗大街与明德街交口）→哈尔滨工程大学（军工，龙威大厦汉斯烤肉对面）→道外客运站（南极街115号）→八区（南极街负171号）→中央大街（经纬二道街59号）→新阳路（新阳路277号、安红街街口附近）→齿轮路（城乡路419号机场巴士站）→太平机场
- 往市区途经：太平机场→齿轮路→顾乡→中央大街→八区→道外客运站→哈尔滨工程大学（军工）→太平桥
- 营运时间：往市区：9:30–00:30，40分钟一班；往机场：5:30–18:30，40分钟一班

#### 机场巴士4号快线
- 往市区途经：太平机场→哈站
- 营运时间：单向，往市区：11:30–19:00，以航班架次发车；

#### 江北万达城专线
- 线路：万达城冰壶—万达嘉华酒店—万达城C、D区—世纪花园C区—太平机场[13]
- 营运时间：首班5：30，末班20：00，每30分钟一班，双向发车；

### 高速公路
哈尔滨机场高速东起三环路机场环岛，西至太平机场，在群力互通立交桥连接 哈尔滨绕城高速。7座及以下小客车市区方向单向收费30元。目前正在建设机场第二高速迎宾路高架，全场35.2公里，预计2021年底竣工。

### 出租车
哈尔滨出租车起步价8元/3公里，超过3公里后每公里1.9元，每程需另收燃油附加费1元。从机场往市区车费约130元。

### 轨道交通
远期规划中哈尔滨地铁9号线将设置太平机场站连接市区与机场。